# みあう〜ちゃん
みあう～ちゃんは、結婚相談所「サンマリエ」公認キャラクターの、いわゆるゆるキャラである。

## 概要
愛の神クピード（キューピット）に可愛がられているペットであったが、ご主人さまとはぐれてしまい日本に迷いこんできた。
ゆる～くおせっかいな性格で、大好物はハート。ハートが集まるお見合いを見物しているうちに、いつしか「みあう～ちゃん」と呼ばれるようになった。
大好きなハートを日本中に増やすために、婚活イベント、街コンイベント、ゆるキャライベントに出没する。
一緒に写真を撮ったり、頭のハートにさわったり、ミアウーブレススティックでお祓いしてもらうと良い縁が訪れるという噂がある。
語尾に「ミァ」を付けることが多い。